# تشارلز ك. مونتجومري
تشارلز ك. مونتجومري (بالإنجليزية: Charles C. Montgomery)‏ هو سياسي أمريكي، ولد في 19 أغسطس 1818، وتوفي في 7 نوفمبر 1888. حزبياً، نشط في الحزب الجمهوري. وقد انتخب عضو مجلس ولاية نيويورك.